# ボリバル主義
ボリバル主義（ボリバルしゅぎ、スペイン語: Bolivarianismo、英語: Bolivarianism）とは、ラテンアメリカ諸国の協力や連帯をアメリカ合衆国の主導抜きで進めようという考え方・主義のこと。

## 歴史
「ボリバル主義」の名前の由来は、19世紀初期の独立戦争の指導者シモン・ボリバルによる。彼は防衛同盟の結成と団結を目指して1826年のパナマ会議においてラテンアメリカ諸国を召集した際、アメリカ合衆国の参加を望まなかった。
しかしその後、アメリカ合衆国を中心に汎米主義の考え方が強まり、米州機構や米州相互援助条約が成立し、合衆国が干渉してくるようになった。
戦後になり、アメリカ合衆国の覇権が低下すると、1975年のラテンアメリカ経済機構をはじめ、中米和平で独自の立場をとるなど、再びボリバル主義的な動きがみられている。